# 緑のルーペ
緑の ルーペ（みどりの ルーペ、2月20日 - ）は、日本のイラストレーター・漫画家。男性。福岡県出身・在住。主にイラスト、漫画等を描いている。
また、近年は同人サークル「カシノ木（かしのき）」で活動している。

## 作品リスト

### 原作
単行本（成人向け）
1. 『イマコシステム』 2010年9月24日発売[6]、茜新社〈TENMA COMICS〉、ISBN 978-4-86349-178-6
2. 『ガーデンⅠ』 2012年6月28日発売[7]、茜新社〈TENMA COMICS〉、ISBN 978-4-86349-298-1
3. 『ガーデンⅡ』 2013年11月29日発売[8]、茜新社〈TENMA COMICS〉、ISBN 978-4-86349-399-5
4. 『こいのことば』 2014年8月28日初版発行（2014年8月26日発売[9]）、太田出版、ISBN 978-4-7783-2235-9
5. 『いびつのそのご』 2016年11月28日発売[10]、茜新社〈TENMA COMICS〉、ISBN 978-4-86349-596-8
6. 『ガールズ・オン・ザ・ブルーフィルム』 2019年9月28日発売[11]、茜新社〈TENMA COMICS〉、ISBN 978-4-86349-790-0

単行本（一般向け）
- 『青春のアフター』 双葉社〈アクションコミックス〉、全4巻 + IF
  1. 2015年8月10日発売[12]、ISBN 978-4-575-84662-1
  2. 2016年3月12日発売[13]、ISBN 978-4-575-84768-0
  3. 2016年11月11日発売[14]、ISBN 978-4-575-84881-6
  4. 2017年8月10日発売[15]、ISBN 978-4-575-85018-5

  - 『青春のアフター IF』 2017年9月15日発売、ASIN B075K6STKH

単行本未収録作品
- デジ絵研の女王様 （コミックメガストア 2010年5月号）

### 作画担当
- 『ブラパ THE BLACK PARADE』 2011年 - 2013年、原作協力：フジワラキリヲ、スクウェア・エニックス〈ヤングガンガンコミックス〉、全2巻